# Detroit Pistons 1975-1976
La stagione 1975-76 dei Detroit Pistons fu la 27ª nella NBA per la franchigia.
I Detroit Pistons arrivarono secondi nella Midwest Division della Western Conference con un record di 36-46. Nei play-off vinsero il primo turno con i Milwaukee Bucks (2-1), perdendo poi la semifinale di conference con i Golden State Warriors (4-2).

## Roster
| N° | Naz.                   | Ruolo | Sportivo         | Anno | Alt. | Peso |
| -- | ---------------------- | ----- | ---------------- | ---- | ---- | ---- |
|    | Stati Uniti (bandiera) | AC    | Lindsay Hairston | 1951 | 201  | 82   |
| 9  | Stati Uniti (bandiera) | G     | Wali Jones       | 1942 | 188  | 82   |
| 10 | Stati Uniti (bandiera) | G     | Kevin Porter     | 1950 | 183  | 77   |
| 11 | Stati Uniti (bandiera) | G     | Archie Clark     | 1941 | 188  | 79   |
| 14 | Stati Uniti (bandiera) | G     | Eric Money       | 1955 | 183  | 77   |
| 15 | Stati Uniti (bandiera) | G     | John Mengelt     | 1949 | 188  | 88   |
| 16 | Stati Uniti (bandiera) | C     | Bob Lanier       | 1948 | 211  | 113  |
| 18 | Stati Uniti (bandiera) | A     | Curtis Rowe      | 1949 | 201  | 102  |
| 20 | Stati Uniti (bandiera) | C     | Roger Brown      | 1950 | 211  | 102  |
| 22 | Stati Uniti (bandiera) | G     | Henry Dickerson  | 1951 | 193  | 85   |
| 31 | Stati Uniti (bandiera) | AC    | George Trapp     | 1948 | 203  | 93   |
| 42 | Stati Uniti (bandiera) | GA    | Chris Ford       | 1949 | 196  | 86   |
| 44 | Stati Uniti (bandiera) | A     | Al Eberhard      | 1952 | 198  | 102  |
| 50 | Stati Uniti (bandiera) | A     | Terry Thomas     | 1953 | 203  | 100  |
| 54 | Stati Uniti (bandiera) | AC    | Howard Porter    | 1948 | 203  | 100  |
| 55 | Stati Uniti (bandiera) | AC    | Earl Williams    | 1951 | 201  | 104  |

## Staff tecnico
- Allenatori: Ray Scott (17-25) (fino al 26 gennaio)[1], Herb Brown (19-21)
- Vice-allenatori: Herb Brown (fino al 26 gennaio), Jim Davis, Larry Jones